# Miss Pettigrew
Pour les articles homonymes, voir Pettigrew.
Pour plus de détails, voir Fiche technique et Distribution.
Miss Pettigrew ou Miss Pettigrew et le jour de sa vie (Miss Pettigrew Lives for a Day) est un film américano-britannique de Bharat Nalluri sorti en 2008.
Le film se déroule dans l'Angleterre de la fin des années 1930, où une ex-gouvernante à la rue se voit propulsée, sur un malentendu, dans un Londres aussi glamour que décadent, totalement indifférent à la guerre qui menace d'éclater et se lie d'amitié avec une jeune Américaine.

## Synopsis
Londres, en 1939, Guenièvre Pettigrew est une gouvernante catastrophique qui se fait virer de toutes parts. Désespérée, elle se tourne vers l’agence de placement. Mais comme plus personne ne veut l'engager, elle profite d’un instant d’inattention de la patronne de l’agence pour voler l’adresse d’une personne qui cherche à recruter. Après avoir passé une nuit sur un banc de la gare, miss Pettigrew, affamée, pas coiffée et mal habillée, sonne à l’adresse qu’elle a volée. Elle imagine qu’il va lui falloir s’occuper d’un enfant. Mais il s'agit de Delysia Lafosse, jeune ingénue volage qui recherche en fait une secrétaire particulière. Au cours des prochaines vingt-quatre heures, Guenièvre  aidera sa jeune patronne à y voir plus clair dans sa vie sentimentale, l'encourageant à choisir entre un propriétaire de club qui lui fournit son luxueux appartement, un jeune producteur qui pourrait enfin lui donner sa chance et un pianiste sans le sou éperdument amoureux d'elle. De son côté, Delysia s'emploie à rendre moins austère l'apparence de sa nouvelle employée, qui tape ainsi dans l'œil d'un séduisant designer d'âge mûr, sur le point d'épouser une intrigante directrice de salon de haute couture...

## Fiche technique
- Titre : Miss Pettigrew
- Titre québécois : Miss Pettigrew et le jour de sa vie
- Titre original : Miss Pettigrew Lives for a Day
- Réalisation : Bharat Nalluri
- Scénario : David Magee et Simon Beaufoy, d'après le roman de Winifred Watson (en)
- Musique : Paul Englishby
- Photographie : John de Borman
- Montage : Barney Pilling (en)
- Distribution des rôles : Leo Davis
- Création des décors : Sarah Greenwood
- Direction artistique : Nick Gottschalk et Niall Moroney
- Décorateur de plateau : Katie Spencer
- Création des costumes : Michael O'Connor
- Producteurs : Nellie Bellflower et Stephen Garrett
- Coproducteur : Jane Frazer
- Producteur associé : Maggi Townley
- Producteur exécutif : Paul Webster
- Sociétés de distribution : États-Unis, Focus Features ; France, EuropaCorp Distribution
- Budget : 50 000 000 $[1]
- Pays d'origine :  États-Unis,  Royaume-Uni
- Langue originale : anglais
- Format : couleur –35mm – 2,35:1 — Son DTS - Dolby Digital EX
- Genre : comédie romantique
- Durée : 92 minutes
- Dates de sortie en salles :
  - États-Unis : 7 mars 2008 (sortie limitée)
  - Suisse : 7 juillet 2008
  - Royaume-Uni : 15 août 2008
  - France : 25 février 2009
- Dates de sortie en DVD :
  - États-Unis : 19 août 2008
  - Royaume-Uni : 9 mars 2009

## Distribution
- Frances McDormand (V. F. : Danièle Douet ; V. Q. : Chantal Baril) : Guinevere Pettigrew
- Amy Adams (V. F. : Chloé Berthier ; V. Q.: Aline Pinsonneault) : Delyssia Lafosse
- Lee Pace (V. F. : Alexis Victor ; V. Q.: Patrice Dubois) : Michael Pardew
- Ciarán Hinds (V. F. : Patrick Raynal ; V. Q. : Hubert Gagnon) : Joe Blumfield
- Tom Payne (V. F. : Yoann Sover ; V. Q.: Tristan Harvey) : Phil Goldman
- Shirley Henderson (V. F. : Bénédicte Rivière ; V. Q.: Julie Burroughs) : Edythe Dubarry
- Mark Strong (V. F.: Éric Herson-Macarel ; V. Q.: Denis Roy) : Nick Colderelli
- David Alexander : le vendeur de marrons
- Clare Clifford : Margery
- Christina Cole : Charlotte Warren
- Stephanie Cole : Miss Holt
- Beatie Edney : Mme Brummegan
- Sarah Kants : Annabel Darlington
- Matt Ryan : Gerry
- Mo Zinal : Lenny
- Sally Leonard : la femme à la station du train
- Katy Murphy : l'assistante de Miss Holt
- Tim Potter : le patron du nightclub

Sources et légendes : Version française (V. F.) sur RS Doublage et selon le doublage annoncé à la télévision ; Version québécoise (V. Q.)

## Bande originale
La bande originale du film a été enregistrée à Air Lyndhurst et aux studios Abbey Road et est publié par le label Varèse Sarabande le 26 février 2008 aux États-Unis et le 10 mars 2008 au Royaume-Uni.
La majeure partie de cette bande originale est instrumentale, sauf If I Didn't Care, chanson du groupe The Ink Spots et single le plus vendu dans ce même pays en 1939, qui est interprétée par Amy Adams et Lee Pace pour le film et le disque.

### Liste des chansons
1. Introduction (0:50)
2. Brother Can You Spare a Dime (Harburg/Gorney arr. Paul Englishby) (2:14)
3. Delysia LaFosse (3:35)
4. Miss Pettigrew (1:12)
5. T’aint What You Do (Oliver/Young arr. Paul Englishby) (2:42)
6. A Person Can Change (2:25)
7. Delysia’s Dilemma (2:36)
8. Elegant Society (2:09)
9. Edyth’s Beauty Salon (1:45)
10. London Alone (1:05)
11. Cocktail Swing (3:47)
12. An Engagement (1:30)
13. Miss Pettigrew’s Waltz (1:40)
14. If I Didn't Care (Jack Lawrence arr. Paul Englishby) (3:07)
Interprété par  Amy Adams  et Lee Pace
15. Sock Him in the Jaw (1:36)
16. Off to New York (1:50)
17. If You’ll Have Me (1:57)
18. Miss Pettigrew Lives for a Day (2:15)

### Crédits
La liste des crédits musicaux de la bande originale est issue du site CD Universe.
- Compositeur, arrangement, piano : Paul Englishby
- Voix : Lee Pace et Amy Adams
- Guitare : Mike Eaves
- Clarinette, saxophone : Nick Moss, Nick Moss & the Flip Tops
- Saxophone, saxophone ténor : Dave Bishop
- Saxophone : Adrian Revell, Roger Wilson, Jamie Talbot, Tim Holmes, Martin Robertson
- Trompette : Chris Storr, Kevin Robinson, Martin Shaw, Pat White, Mike Lovatt, Simon Gardner
- Trombone : Mark Frost, Chris Traves, Fayazz Virji, Winston Rollins, Andy Wood
- Piano, célesta : Simon Chamberlain
- Basse : Rutledge Turnlund, Jeremy Brown
- Tambour : Matthew Senior
- Mixage audio : Nick Wollage.
- Enregistré au Air Lyndhurst à Londres (Angleterre) et à EMI Abbey Road Studios à Londres (Angleterre)
- Photographe : Kerry Brown

## Production
- Miss Pettigrew est l'adaptation du roman Miss Pettigrew Lives For A Day, écrit par Winifred Watson.
- Une adaptation au cinéma du roman d'origine, désirée par les studios Universal, devait être tournée en 1939, avec Billie Burke dans le rôle-titre. Mais la Seconde Guerre mondiale va éclater et le projet fut écarté pour tourner des films plus sérieux[7].
- Il s'agit du quatrième long-métrage du réalisateur britannique Bharat Nalluri.

### Casting
- Le point commun entre Frances McDormand et Amy Adams, c'est qu'elles ont été nommées aux Oscars dans la catégorie Meilleure actrice dans un second rôle. Il s'agit du deuxième film, après Il était une fois..., qu'Amy Adams chante dans un film. En effet, elle se prête à l'exercice du chant et interprète, avec Lee Pace, le titre If Didn't Care, qui figure sur la bande originale du film.

## Box-office
- Mondial : 16 724 933 $[8]
  - dont États-Unis : 12 313 694 dollars[8]
- France : 32 240 entrées[9]
- dont Paris : 19 387 entrées[9]

## Vidéo
- À ce jour, le film n'est pas sorti en DVD en France, bien que la sortie vidéo fut annoncée pour le 26 août 2009[10].